# دنیس پارالاتو
دنیس پارالاتو (به انگلیسی: Dennis Parlato) (زاده ۳۰ مارس ۱۹۴۷) رقصنده ، بازیگر ، خواننده آمریکایی است.
از فیلم‌های معروف او می‌توان به بازی در جانی سوئید، تیم رویایی، هذیان‌گو و ریک اشاره کرد.